# Marcelo Pacheco
Marcelo Alexander Pacheco Reyes (Santiago del Cile, 18 marzo 1958) è un ex calciatore cileno, di ruolo difensore.

## Carriera
Con la Nazionale cilena ha partecipato alla Copa América 1983.